# Abhinav Lohan
Abhinav Lohan (Faridabad, 13 december 1989) is een golfer uit India.

## Amateur
Lohan was de beste amateur golfer van India in 2010. Hij won verschillende amateurstoernooien en de Order of Merit van The Indian Golf Union. Hij zat ook in het Indiase team dat in november meedeed aan de Aziatische Spelen op de Dragon Lake Golf Club samen met Rashid Khan, Abhijit Singh Chadha en Rahul Bajaj. Zuid-Korea won weer, India kreeg dit keer zilver en Taipei kreeg opnieuw brons. Individueel maakte Lohan een score van 291 (+3). Bajaj werd als laatste van de vier Indiase amateurs in oktober 2011 professional tijdens het Indian Open, Chadha enkele weken eerder en Khan al tijdens het Indian Open van 2010.
In januari 2011 bezocht Lohan als amateur de Tourschool van de Aziatische PGA Tour maar hij haalde de Final Stage niet.

### Gewonnen
- 2010: Jaypee Open Amateur (G.C. Jaypee Greens), Northern India Amateur (Army Golf Course)

## Professional
Lohan werd in 2011 professional en speelt op uitnodiging in 2012 in de Indian Masters. 